# Бірюков Юрій Сергійович (волонтер)
Ю́рій Сергі́йович Бірюко́в, також відомий як Фе́нікс (нар. 23 жовтня 1974, Миколаїв, УРСР) — український бізнесмен, громадський діяч, політик, який через створену ним групу волонтерів «Крила Фенікса» здійснює забезпечення українських військ в ході війни на сході України, радник президента Петра Порошенка (з серпня 2014 року по травень 2019), радник міністра оборони (з жовтня 2014 по 2019), член Центральної ради та член Президії Центральної ради політичної партії «Європейська Солідарність»

## Біографія
З 1981 по 1991 рік навчався у миколаївській школі № 22. Навчався у Дніпропетровському медичному інституті, але не закінчив його. У 1993 році складав іспити до вступу в Києво-Могилянську академію, але не пройшов вступний конкурс[джерело не вказане 3796 днів].
З 1994 року живе у Києві. У 1996 році заснував компанію «Комп'ютер зоон», у 1999 працював у фірмі «RIM2000». Багато років працював у реанімації. З 2012 року до лютого 2014 року працював директором з розвитку в туристичній фірмі «Куда Угодно» та директором її головного офісу. Володіє IT-бізнесом в США та агропроектом у Миколаївській області.
З 1 грудня 2013 року брав участь у Євромайдані, був волонтером-медиком. У березні 2014 року створив групу волонтерів «Крила Фенікса», що займалася забезпеченням української армії після російської інтервенції до Криму та продовжила роботу з початком війни на сході України. 13 серпня 2014 президент України Петро Порошенко призначив Бірюкова своїм радником, а 5 жовтня Бірюков був призначений помічником міністра оборони Валерія Гелетея з питань речового забезпечення Збройних сил України.
Після відставки Гелетея продовжив свою роботу під керівництвом нового міністра Степана Полторака.
На даний час[коли?] займається реформою матеріально-технічного постачання збройних сил і порядку мобілізації військовозобов'язаних.
У лютому 2016 року Бірюков очолив Миколаївську обласну організацію «Блоку Петра Порошенка».
11 лютого 2017 року був уведений до складу Комісії державних нагород та геральдики.
17 травня 2019 року звільнений з посади Радника Президента України за власним бажанням.
Кандидат у народні депутати від партії «Європейська солідарність» на парламентських виборах 2019 року, № 32 у списку.
31 травня 2019 року був обраний у президію та центральну політраду партії «Європейська Солідарність».
26 червня 2019 року співробітники Державного бюро розслідувань провели обшук у помешканні Юрія Бірюкова, пов'язаний з поставками речового забезпечення Міністерству оборони. Партія «ЄС» вважає обшуки «цинічним політичним тиском і неприховуваним переслідуванням з політичних мотивів». Однак у липні директор ДБР Роман Труба заявив про відсутність претензій до якості речового забезпечення.

## Волонтерство
Після російської інтервенції до Криму та з початком війни на сході України Юрій Бірюков зайнявся допомогою українській армії. Створена ним група волонтерів «Крила Фенікса» закуповувала рації, спальні мішки, бронежилети, захисні каски. Бірюков організував виробництво бронежилетів, за півтора місяці доставивши в зону АТО більше двох тисяч бронежилетів. Також на зібрані групою кошти був відремонтований транспортний літак Ан-26 та побудований штаб для інженерно-технічного персоналу бригади під Миколаєвом.
Волонтери взяли під опіку 72-гу гвардійську механізовану бригаду, 26-ту Бердичівську артилерійську бригаду, 25-ту Дніпропетровську десантну бригаду, 15-ту Бориспільську бригаду транспортної авіації, 10-ту Сакську бригаду морської авіації та 79-ту Миколаївську десантну бригаду. Опіку над останньою Бірюков курирує особисто. В серпні 2014-го за підтримки Бірюкова при 79-й оаембр створено 3-й добровольчий батальйон «Фенікс».
Станом на початок липня «Крила Фенікса» зібрали більше 10 мільйонів гривень пожертв. В середньому в день група отримувала 250—300 тисяч гривень. Завдяки допомозі Юрія Бірюкова 21 липня 2014 року вдалося вивезти 80 тяжкопоранених солдатів 79-ї окремої аеромобільної бригади з оточення терористів в Луганській області. Також він брав участь в організації повернення 8 серпня 2014 десантників 79-ї оаембр до Миколаєва.

## Критика
У серпні 2016 року Юрій Бірюков на своїй сторінці в Фейсбуці висловився про ненадійність 811 автомобілів КрАЗ закуплених Міністерством оборони в період з 2014 по 2015 рр., які вже пройшли тисячі кілометрів в умовах війни, порівнюючи з новенькими білоруськими МАЗами-Богдан, які поставляє в армію бізнес-партнер Петра Порошенка, а нині Перший заступник Секретаря Ради національної безпеки і оборони України Олег Гладковський. При тому, що МАЗи поставлені тільки в липні 2016 року і не мають жодного пробігу в воєнних умовах.
Деякі журналісти вважають, що Юрій Бірюков створивши Центр розвитку і супроводу матеріального забезпечення ЗСУ на чолі з Дмитром Марченком, монополізував матеріальне забезпечення військовослужбовців і знищив стару систему забезпечення ЗСУ.
Секретар Комітету Верховної Ради з питань національної безпеки і оборони Іван Вінник (депутат від БПП) звинуватив Юрія Бірюкова та «волонтерський десант» Міністерства оборони України у зловживаннях під час закупівлі арктичного дизельного пального за бюджетні кошти для потреб Міністерства оборони України у березні-квітні 2015 року. Після розгляду ситуації з держзакупівлями пального у Комітеті ВРУ з питань національної безпеки й оборони з'ясувалось, чиновники з «волонтерського десанту» сприяли купівлі 30 тис. тонн дизельного палива за ціною, вищою на 1,92 грн/л за ціни в роздрібній мережі тих самих трейдерів. 18 вересня 2015 року Печерський районний суд за цим фактом відкрив кримінальну справу. За інформацією члена Комітету ВРУ з питань національної безпеки й оборони Тетяни Чорновол під час закупки черевиків (берців) для армії із 28 заявлених фірм конкурс виграла лише одна «Таланлегпром», рисунок підошви якої точно відповідав заявленим технічним умовам, а ціна кожної пари була на 300 грн вище за ринкову.

## Особисте життя
Одружений з Тетяною Бірюковою. Має двох дітей.

## Нагороди
- Орден «За заслуги» III ст. (23 серпня 2014) — за значний особистий внесок у державне будівництво, соціально-економічний, науково-технічний, культурно-освітній розвиток України, вагомі трудові здобутки та високий професіоналізм[32];
- Орден Богдана Хмельницького III ст. (4 грудня 2014) — за громадянську мужність, вагомий особистий внесок у розвиток волонтерського руху, зміцнення обороноздатності та безпеки Української держави[33];